# Pachycarpus asperifolius
Pachycarpus asperifolius är en oleanderväxtart som först beskrevs av Meissn., och fick sitt nu gällande namn av Meissn.. Pachycarpus asperifolius ingår i släktet Pachycarpus och familjen oleanderväxter. Inga underarter finns listade i Catalogue of Life.